# نهریق (ورزقان)
نهریق یکی از روستاهای استان آذربایجان شرقی است که در دهستان ازومدل شمالی بخش مرکزی شهرستان ورزقان واقع شده‌است.